# فوهلسبوتل
فوهلسبوتل (به آلمانی: Hamburg-Fuhlsbüttel) یک منطقهٔ مسکونی در آلمان است که در Hamburg-Nord واقع شده‌است. فوهلسبوتل ۱۱٬۸۹۰ نفر جمعیت دارد.